# 留萌市立留萌小学校
留萌市立留萌小学校（るもいしりつるもいしょうがっこう）は、北海道留萌市寿町に所在する公立（市立）の小学校。

## 児童数
- 児童数 - 306人（18クラス）
  - 1年生 - 54人（2クラス）
  - 2年生 - 58人（2クラス）
  - 3年生 - 43人（2クラス）
  - 4年生 - 57人（2クラス）
  - 5年生 - 49人（2クラス）
  - 6年生 - 45人（2クラス）
  - 特別支援学級（内数）- 20人（6クラス）

2019年（令和元年）5月1日現在

## 沿革
- 1880年（明治13年）9月26日 - 民家を借用して開校する。
- 1895年（明治28年）
  - 2月20日 - 留萌尋常小学校と改称。
  - 11月7日 - 高等科を設置する。留萌尋常高等小学校と改称。
- 1907年（明治40年）5月8日 - 留萌尋常高等小学校と改称。
- 1928年（昭和3年）9月26日 - 本校々歌制定（旧校歌）。
- 1930年（昭和5年）10月1日 - 留萌尋常小学校を統合。
- 1941年（昭和16年）4月1日 - 国民学校令により、留萌町立留萌国民学校と改称。
- 1947年（昭和22年）
  - 4月1日 - 学制改革により、留萌町立留萌小学校と改称。
  - 10月1日 - 留萌町の市制施行に伴い、留萌市立留萌小学校と改称。
- 1968年（昭和43年）12月15日 - 校舎新築第一期工事（15教室）。
- 1969年（昭和44年）
  - 11月30日 - 校舎全焼。
  - 12月20日 - 校舎新築第二期工事竣工。
- 1970年（昭和45年）
  - 1月17日 - 留萌小学校同窓会設立。
  - 10月30日 - 校舎新築第三期工事竣工し、全校舎完成。
- 1971年（昭和46年）3月5日 - 校舎落成と開校90周年記念の両式典挙行。
- 1982年（昭和57年）4月1日 - 留萌市立留萌小学校から分離し、留萌市立沖見小学校が開校する。
- 1987年（昭和62年）8月30日 - 校舎大改修工事完了。
- 1988年（昭和63年）4月1日 - 言語治療教室2学級認可。
- 2002年（平成14年）7月1日 - 「建築体験教室」実施。屋外物置建設（115ハウス）。
- 2013年（平成25年）4月1日 - 留萌市立沖見小学校を統合。
- 2015年（平成27年）1月20日 - 新校舎落成し、落成式挙行。
- 2020年（令和2年）9月25日 - 開校140周年記念写真ドローン撮影。

## 通学区域
【出典】
- 大町
- 港町
- 瀬越町
- 明元町
- 本町
- 幸町
- 宮園町
- 寿町
- 錦町
- 沖見町
- 平和台
- 礼受町
- 浜中町
- 見晴町（1丁目、2丁目の一部、4丁目、5丁目、6丁目）

## 進学先中学校
【出典】
- 留萌市立港南中学校

## 周辺
- 留萌市役所
- 留萌市港西コミュニティセンター
- 留萌市港南コミュニティセンター
- 留萌市沖見児童センター
- 留萌市海のふるさと館
- 留萌郵便局
- 留萌沖見郵便局
- 留萌年金事務所
- 留萌市立港南中学校
- 医療法人社団 萌仁会 荻野病院（2025年3月末で運営停止）[6]

## 著名な出身者
- 北の富士勝昭
- 渡瀬弥太郎